# Lil Jon

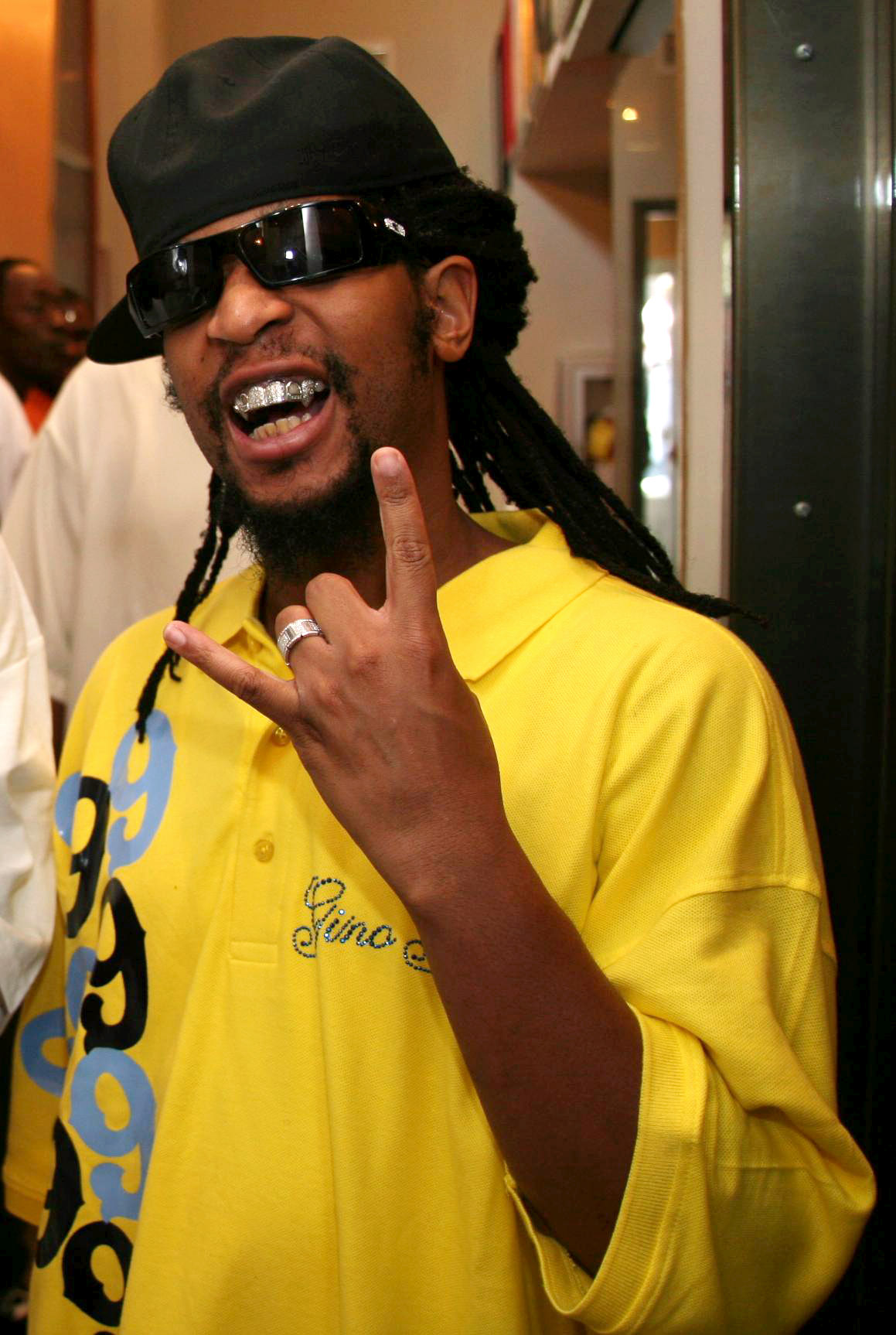
Lil Jon

Lil Jon (* 17. Januar 1971 in Atlanta, Georgia; bürgerlicher Name Jonathan Mortimer Smith) ist ein US-amerikanischer Rapper und Musikproduzent. Er gilt als einer der bedeutendsten Vertreter der Crunk-Musik und bildet zusammen mit Lil’ Bo und Big Sam das Trio Lil Jon & The East Side Boyz. Er bezeichnet sich selbst als King of Crunk.

## Biografie

### Kindheit und Jugend
Jonathan Mortimer Smith wurde in Atlanta, Georgia geboren. Er wuchs in einem Mittelklasse-Haushalt in Südwest-Atlanta als ältestes von fünf Kindern auf. Sein Vater war Flugzeug-Ingenieur mit Militärhintergrund, seine Mutter hatte als Krankenschwester auf einem Militärstützpunkt gearbeitet. Drei seiner Geschwister entschieden sich später auch für eine Militärlaufbahn.
Smith besuchte Grund- und Mittelschule im öffentlichen Schulsystem von Atlanta. er galt als hochbegabt und leidenschaftlicher Leser. In der Mittelschule lernte er Robert McDowell, Dwayne „Emperor“ Searcy und Vince Phillips kennen. Die vier formten eine Clique und sind seitdem Freunde und später auch Geschäftspartner. Dwayne Searcy arbeitete später als DJ für Radio Ones Sender WHTA, während Philips einer der wichtigsten Anwälte für Musikrecht wurde. Die vier fanden in der Skateboard-Kultur ihr zuhause und hatten ihre ersten Jobs in einem Skate-Laden in der Nähe des Piedmont Park. Seine Freunde gingen auf die Benjamin E. Mays High School und er in die Magnetschule Frederick Douglass High School aufgenommen wurde, wo er Teil der dortigen Marschkapelle wurde. In der Musikszene von Atlanta lernte er Bands wie Agent Orange und Red Hot Chili Peppers kennen, die er im Club The Masquerade live sah.
Mit 15 begann er mit dem DJing. Obwohl seine Eltern dies eher kritisch sahen, konnte er sich durchsetzen und seine Skills verbessern. Sie erlaubten ihm Partys im Elternhaus abzuhalten, damit sie ihn besser unter kontrolle hatten. Als er älter wurde, machte er sich auch in den Clubs der Umgebung einen Namen. nach der High School wurde er Resident-DJ in Phoenix, einem Nachtclub in Atlanta. Dort lernte er unter anderem The Notorious B.I.G., TLC, Craig Mack und Mary J. Blige kennen. Im Phoenix lernte er auch Produzent Jermaine Dupri kennen, der ihn schließlich entdeckte.

### 1991–2000: So So Def
Dupri bot ihm 1993 eine Stelle als A&R-Manager bei „So So Def Records“ an. Unter anderem warb er DJ Smurf, Shawty Redd, Raheem the Dream und Playa Poncho für das Label an und erstellte eine Kompilation für das Label. Das Album So So Def Bass All Stars wurde ein großer Erfolg und verkaufte sich mehr als 500.000 Mal. Am 19. September 1996 wurde es, nur vier Monate nach Release von der Recording Industry Association of America (RIAA) mit einer Goldene Schallplatte ausgezeichnet. Es enthielt die Hit-Singles My Boo von Ghost Town DJ's. Die Reihe wurde 1997 und 1998 fortgesetzt. Neben seiner Arbeit als DJ und Produzent moderierte er auf dem Radiosender V-103.

### 1995–2005: Lil Jon & the East Side Boyz
1995 gründete er zusammen mit Big Sam und Lil’ Bo die Rapgruppe Lil Jon & the East Side Boyz. 1996 erschien die Debütsingle Who u Wit? und ihr Nachfolger Shawty Freak a Lil Sumthin, die einen Achtungserfolg in den Hot R&B/Hip-Hop Songs-Charts darstellten. Insbesondere in den Clubs wird die erste Single eine überregional erfolgreiche Hymne. 1997 erschien das Debütalbum Get Crunk, Who U Wit: Da Album. Mit dem 2000er Album We Still Crunk!!, das über das neu gegründete Label Black Market erschien, gelang ihnen der Durchbruch. Sie Single I Like Dem Girlz erreichte Platz 55 in den R&B Charts und Platz 3 bei den Billboard Hot Rap Tracks.
2001 nahm Bryan Leach die Band für TVT Records unter Vertrag, da ihn die Energie des Trios an alte Beastie Boys erinnerte. Das Album Put Yo Hood Up war das erste der Band, das in die Top 50 der Billboard 200 einstieg und wurde später vergoldet. Auf dem Album ist das Lied Bia’ Bia’ auf dem Ludacris, Too Short, Big Kap und Chyna Whyte als Features vertreten sind. Die Single erreichte Platz 94 der Billboard Hot 100 und macht Lil Jon in ganz Amerika bekannt.
2002 erschien Kings of Crunk, das Platz 14 der US-Charts erreichte, insgesamt 104 Wochen in den Charts verblieb und mit Doppel-Platin ausgezeichnet wurde. Der Song Get Low, den sie zusammen mit den Ying Yang Twins aufnehmen, machte die Gruppe auch außerhalb der Vereinigten Staaten bekannt. Es ist unter anderem in dem Videospiel Need for Speed: Underground zu hören.
2004 erschien ihr letztes Album Crunk Juice. Auf dem Album waren Größen wie Ice Cube, R. Kelly, Ludacris und Snoop Dogg zu hören. Erneut ein großer Erfolg erreichte es Platz 3 in den Billboard-Charts und erstmal Platz 52 der britischen Charts. Lil Jon produzierte im gleichen Jahr den Track Yeah! für Usher, für den er einen Grammy in der Kategorie Best Rap/Sung Collaboration und zwei MTV Video Music Awards erhielt. Außerdem produzierte er Goodies, die erfolgreiche Debüt-Single für Ciara.
2005 löste sich die Band wegen kreativen und finanziellen Differenzen mit dem Label.

### 2006–heute: Solokarriere
2006 sah sich Lil Jon auf Grund von Vertragszwängen verpflichtet, einen letzten Song für das Label TVT Records abzuliefern. Snap Yo Fingers, seine erste Solosingle, feat. E-40 und Sean P. erreichte Platz 7 der Hot 100 und erreichte Platin. Kurz darauf kündigte Lil Jon an, nie wieder für TVT Records zu arbeiten. 2008 war das Label bankrott und schloss.
Nach drei Jahren Pause kehrte Lil Jon mit einem Feature für Jay Seans Doppel-Platin-Hit Do You Remember aus dem Soundtrack zum Remake Karate Kid zurück. Am 8. Juni 2010 erschien sein lange angekündigtes erstes Soloalbum Crunk Rock über Universal Republic Records. Es enthielt zahlreiche Features. Unter anderem vertreten waren LMFAO, Ying Yang Twins, Pitbull, 3OH!3, Ice Cube, Waka Flocka Flame, Stephen Marley und Damian Marley. Es erreichte Platz 49 der US-Billboard-Charts und war sein bislang letztes Soloalbum.
Es folgten weitere erfolgreiche Singles, darunter 2013 der weltweite Hit Turn Down for What mit DJ Snake. das dazugehörige Musikvideo spielt in einer Parallelwelt, in der Männer zu viel Testosteron haben und mit ihren Penissen Gegenstände zerstören. Beim Video führten Daniel Kwan und Daniel Scheinert Regie. Das Video war für einen Grammy nominiert, die Regisseure erhielten später für ihren Film Everything Everywhere All at Once (2022), das eine ähnlich absurde Story hat, sieben Oscars.
Lil Jon trat überraschend bei der Democratic National Convention 2024 auf und stellte die Delegation aus Georgia während des feierlichen Appells vor. Er performte dort Turn Down for What und Get Low. Anstatt „From the window to the wall!“ zu rappen, rappte er „VP Harris to the Walz“.
2024 nahm er zwei Alben mit Meditationsmusik auf: Total Meditation und Manifest Abundance: Affirmations of Personal Growth. Zusammen mit Kabir Sehgal veröffentlichte er außerdem das interaktive Meditations-Workbook Manifest Abundance.

## Musikstil
Lil Jon gilt als einer der bekanntesten Vertreter und Vorreiter des Crunk, einem Rapstil der Elemente des Dirty South, der Elektronischen Tanzmusik und der Bass Music zu einem elektronischen, clubtauglichen Sound verbindet. Seit 2003 dominierte er diesen Musikstil und gab sich auch selbst den Namen „King of Crunk“. Bekannt wurde er auch durch seine energischen Auftritte. Neben seinen eigenen Songs ist er auch als Produzent für verschiedene Künstler gefragt, unter anderem für Usher und Ciara.
Zu seinen Einflüssen zählen unter anderem 2 Live Crew, Run-D.M.C. und Three 6 Mafia, aber auch Alternative-Rock- und Punkbands. Anders als bei anderen Rap-Stilen kann es auch beim Crunk zu einem eher für Rockkonzerte typischen Moshpit und Pogo kommen.
Lil Jon benutzt in seinen Liedern häufig kurze Ausdrücke wie „What!?“ und „Yeah!“, die an vielen Stellen laut hineingerufen werden. Der US-amerikanische Comedian Dave Chappelle nahm dies zum Anlass Lil Jon in seiner Chappelle’s Show mehrfach zu karikieren.

## Schauspielerei
In den Filmen Date Movie (USA 2006), Soul Plane (USA 2004) und Scary Movie 4 (USA 2006) spielte Lil Jon sich selbst in einer kleinen Nebenrolle. Er spielte zusammen mit Snoop Dogg, David Banner und Xzibit im Musikvideo des Songs Twisted Transistor der Nu-Metal-Band Korn mit. Als Moderator war er zusammen mit Fat Joe bei Pimp My Ride International zu sehen.
Er trat außerdem in verschiedenen Reality-TV- und Casting-Formaten auf. So war er 2011 Teilnehmer in Donald Trumps Celebrity Apprentice (Staffel 11) und erreichte dort den dritten Platz. 2022 hatte er sein eigenes Reality-Format mit der Serie Umbau Deluxe – Lil Jon renoviert, die auf HGTV lief.
Für das Pornolabel Vivid Entertainment Group drehte er die beiden Pornofilme Lil Jon's Vivid Vegas Party und Club Lil Jon. In beiden ist er jedoch nicht als Pornodarsteller zu sehen. Zudem war er Regisseur von Lil Jon And The Eastside Boyz American Sex Series (2003).

## Privates und Philanthropie
Lil Jon ist seit 2004 verheiratet und hat einen Sohn, der ebenfalls als DJ arbeitet.
Er ist als Philanthrop bekannt und half bei der Finanzierung von zwei Schulen in Ghana. 2018 half er zusammen mit Killer Mike der Marschkapelle seiner High School die Kosten einer Fahrt zur Mardi Gras in New Orleans zu finanzieren. Als Bürger von Atlanta begrüßt er von verschiedenen Werbeplakaten Hartsfield-Jackson Airport. 2014 rief er zusammen mit Whoopi Goldberg und Lena Dunham zur Wählerregistrierung auf.
Seinen Hit Get Low verwendete er außerdem für eine Kampagne zu Darmkrebs-Vorsorge.
Lil Jon ist ein großer Fan vieler Sportteams aus Atlanta und zeigt sich damit auch in der Öffentlichkeit. Er erscheint auch auf dem Jumbotron bei Spielen der Atlanta Falcons und Atlanta United im Mercedes-Benz Stadium. Beim Super Bowl LIII erschien er im Werbevideo und begrüßte dort die Besucher zusammen mit anderen bekannten Persönlichkeiten der Stadt.
Neben den Teams aus Atlanta ist er auch Fan verschiedener Mannschaften aus Las Vegas. So trat er 2019 in dem Dokumentarfilm Valiant über die Vegas Golden Knights auf und erhielt 2023 sogar einen Stanley-Cup-Ring. Diesen trug er bei seinem Auftritt bei der der Super Bowl LVIII Halbzeitshow.
Lil Jon konvertierte 2024 zum Islam.

## Diskografie
Studioalben

| Jahr | Titel Musiklabel                                                    | Höchstplatzierung, Gesamtwochen, AuszeichnungChartplatzierungen (Jahr, Titel, Musiklabel, Platzierungen, Wochen, Auszeichnungen, Anmerkungen) | Höchstplatzierung, Gesamtwochen, AuszeichnungChartplatzierungen (Jahr, Titel, Musiklabel, Platzierungen, Wochen, Auszeichnungen, Anmerkungen) | Höchstplatzierung, Gesamtwochen, AuszeichnungChartplatzierungen (Jahr, Titel, Musiklabel, Platzierungen, Wochen, Auszeichnungen, Anmerkungen) | Höchstplatzierung, Gesamtwochen, AuszeichnungChartplatzierungen (Jahr, Titel, Musiklabel, Platzierungen, Wochen, Auszeichnungen, Anmerkungen) | Höchstplatzierung, Gesamtwochen, AuszeichnungChartplatzierungen (Jahr, Titel, Musiklabel, Platzierungen, Wochen, Auszeichnungen, Anmerkungen) | Anmerkungen                                                    |
| Jahr | Titel Musiklabel                                                    | DE | AT | CH | UK | US | Anmerkungen                                                    |
| ---- | ------------------------------------------------------------------- | --- | --- | --- | --- | --- | -------------------------------------------------------------- |
| 1997 | Get Crunk, Who U Wit: Da Album Mirror Image Entertainment (Ichiban) | — | — | — | — | — | Erstveröffentlichung: 21. Oktober 1997 mit The East Side Boyz  |
| 2000 | We Still Crunk!! BME Recordings (Southern Music Distribution)       | — | — | — | — | — | Erstveröffentlichung: 15. August 2000 mit The East Side Boyz   |
| 2001 | Put Yo Hood Up TVT Records (TVT)                                    | — | — | — | — | US43 Gold · (21 Wo.)US | Erstveröffentlichung: 22. Mai 2001 mit The East Side Boyz      |
| 2002 | Kings of Crunk TVT Records (TVT)                                    | — | — | — | — | US14 ×2Doppelplatin · (104 Wo.)US | Erstveröffentlichung: 8. Oktober 2002 mit The East Side Boyz   |
| 2004 | Crunk Juice TVT Records (TVT)                                       | — | — | — | UK52 (3 Wo.)UK | US3 ×2Doppelplatin · (41 Wo.)US | Erstveröffentlichung: 16. November 2004 mit The East Side Boyz |
| 2010 | Crunk Rock Universal Republic Records (UMG)                         | — | — | — | — | US49 (2 Wo.)US | Erstveröffentlichung: 8. Juni 2010                             |

## Auszeichnungen und Nominierungen

### American Music Awards
| Jahr | Ausgezeichnet / Nominiert für | Award                               | Resultat  | Ref.          |
| ---- | ----------------------------- | ----------------------------------- | --------- | ------------- |
| 2003 | Lil Jon & the East Side Boyz  | Favorite Rap/Hip-Hop Band/Duo/Group | Gewonnen  | [ 49 ] [ 50 ] |
| 2004 | Lil Jon & the East Side Boyz  | Favorite Rap/Hip-Hop Band/Duo/Group | Nominiert | [ 49 ] [ 50 ] |

### BMI London Awards
| Jahr | Ausgezeichnet / Nominiert für | Award     | Resultat | Ref.   |
| ---- | ----------------------------- | --------- | -------- | ------ |
| 2009 | The Anthem                    | Pop Award | Gewonnen | [ 51 ] |
| 2011 | Do You Remember               | Pop Award | Gewonnen | [ 52 ] |

### BMI Pop Awards
| Jahr | Ausgezeichnet / Nominiert für | Award                  | Resultat | Ref.   |
| ---- | ----------------------------- | ---------------------- | -------- | ------ |
| 2005 | Damn!                         | Most Performed Songs   | Gewonnen | [ 53 ] |
| 2005 | Get Low                       | Most Performed Songs   | Gewonnen | [ 53 ] |
| 2005 | Freek-a-Leek                  | Most Performed Songs   | Gewonnen | [ 53 ] |
| 2005 | Yeah!                         | Most Performed Songs   | Gewonnen | [ 53 ] |
| 2005 | Lil Jon                       | Songwriter of the Year | Gewonnen | [ 53 ] |
| 2006 | Goodies                       | Most Performed Songs   | Gewonnen | [ 54 ] |
| 2006 | Lovers and Friends            | Most Performed Songs   | Gewonnen | [ 54 ] |
| 2006 | Salt Shaker                   | Most Performed Songs   | Gewonnen | [ 54 ] |
| 2006 | Lil Jon                       | Songwriter of the Year | Gewonnen | [ 54 ] |
| 2011 | Do You Remember               | Most Performed Songs   | Gewonnen | [ 55 ] |
| 2015 | Turn Down for What            | Most Performed Songs   | Gewonnen | [ 56 ] |

### BMI Urban R&B/Hip-Hop Awards
| Jahr | Ausgezeichnet / Nominiert für   | Award                  | Resultat | Ref.   |
| ---- | ------------------------------- | ---------------------- | -------- | ------ |
| 2003 | Move Bitch                      | Most Performed Songs   | Gewonnen | [ 57 ] |
| 2004 | Damn!                           | Most Performed Songs   | Gewonnen | [ 58 ] |
| 2004 | Get Low                         | Most Performed Songs   | Gewonnen | [ 58 ] |
| 2004 | Goodies                         | Most Performed Songs   | Gewonnen | [ 58 ] |
| 2005 | Yeah!                           | Most Performed Songs   | Gewonnen | [ 59 ] |
| 2005 | Salt Shaker                     | Most Performed Songs   | Gewonnen | [ 59 ] |
| 2005 | Freak-a-Leek                    | Most Performed Songs   | Gewonnen | [ 59 ] |
| 2005 | Lil Jon                         | Songwriter of the Year | Gewonnen | [ 59 ] |
| 2005 | Lil Jon                         | Top Urban Producers    | Gewonnen | [ 59 ] |
| 2006 | Lovers and Friends              | Most Performed Songs   | Gewonnen | [ 60 ] |
| 2007 | Snap Yo Fingers                 | Most Performed Songs   | Gewonnen | [ 61 ] |
| 2007 | U and Dat                       | Most Performed Songs   | Gewonnen | [ 61 ] |
| 2008 | Buy U a Drank (Shawty Snappin’) | Most Performed Songs   | Gewonnen | [ 62 ] |
| 2008 | Cyclone                         | Most Performed Songs   | Gewonnen | [ 62 ] |
| 2008 | This Is Why I’m Hot             | Most Performed Songs   | Gewonnen | [ 62 ] |
| 2017 | For Free                        | Most Performed Songs   | Gewonnen | [ 63 ] |
| 2020 | My Type                         | Most Performed Songs   | Gewonnen | [ 64 ] |
| 2021 | Best on Earth                   | Most Performed Songs   | Gewonnen | [ 65 ] |
| 2021 | Tap In                          | Most Performed Songs   | Gewonnen | [ 65 ] |

### Grammy Awards
| Jahr | Ausgezeichnet / Nominiert für     | Award                       | Resultat  | Ref.   |
| ---- | --------------------------------- | --------------------------- | --------- | ------ |
| 2005 | Yeah! (mit Usher & Ludacris)      | Record of the Year          | Nominiert | [ 17 ] |
| 2005 | Yeah! (mit Usher & Ludacris)      | Best Rap/Sung Collaboration | Gewonnen  | [ 17 ] |
| 2005 | Yeah! (mit Usher & Ludacris)      | Best R&B Song               | Nominiert | [ 17 ] |
| 2005 | Confessions                       | Album of the Year           | Nominiert | [ 17 ] |
| 2015 | Turn Down for What (mit DJ Snake) | Best Music Video            | Nominiert | [ 66 ] |

### MTV Video Music Awards
| Jahr | Ausgezeichnet / Nominiert für     | Award               | Resultat  | Ref.          |
| ---- | --------------------------------- | ------------------- | --------- | ------------- |
| 2004 | Get Low                           | Best Rap Video      | Nominiert | [ 18 ]        |
| 2004 | Yeah! (mit Usher & Ludacris)      | Video of the Year   | Nominiert | [ 18 ]        |
| 2004 | Yeah! (mit Usher & Ludacris)      | Best Male Video     | Gewonnen  | [ 18 ]        |
| 2004 | Yeah! (mit Usher & Ludacris)      | Best Dance Video    | Gewonnen  | [ 18 ]        |
| 2004 | Yeah! (mit Usher & Ludacris)      | Best Choreography   | Nominiert | [ 18 ]        |
| 2014 | Turn Down for What (mit DJ Snake) | MTV Clubland Award  | Nominiert | [ 67 ] [ 68 ] |
| 2014 | Turn Down for What (mit DJ Snake) | Best Direction      | Gewonnen  | [ 67 ] [ 68 ] |
| 2014 | Turn Down for What (mit DJ Snake) | Best Visual Effects | Nominiert | [ 67 ] [ 68 ] |
| 2014 | Turn Down for What (mit DJ Snake) | Best Art Direction  | Nominiert | [ 67 ] [ 68 ] |

### MTV Video Music Awards Japan
| Jahr | Ausgezeichnet / Nominiert für | Award             | Resultat  | Ref.   |
| ---- | ----------------------------- | ----------------- | --------- | ------ |
| 2005 | Yeah! (mit Usher & Ludacris)  | Video of the Year | Nominiert | [ 69 ] |

### MTV Europe Music Awards
| Jahr | Ausgezeichnet / Nominiert für | Award     | Resultat  | Ref. |
| ---- | ----------------------------- | --------- | --------- | ---- |
| 2004 | Yeah! (mit Usher & Ludacris)  | Best Song | Nominiert |      |

## Werke
- Lil Jon & Kabir Sehgal: Manifest Abundance. Eigenverlag, Atlanta, ISBN 979-83-0149149-8.

## Filmografie
- 2004: Soul Plane
- 2004: How I’m Living (1 Folge)
- 2005: Boss'n Up
- 2005: Club Lil Jon (Pornofilm)
- 2005: Lil Jon's Vivid Vegas Party (Pornofilm)
- 2006: Scary Movie 4
- 2007: VIP Lounge (2 Folgen)
- 2007: Class of 3000 (1 Folge, Synchronisation)
- 2007: Winter tales (3 Folgen, Synchronisation)
- 2010: Freaknik: the Musical
- 2010–2011: Robotomy (2 Folgen, Synchronisation)
- 2014: The Eric Andre Show (1 Folge)
- 2018: The Hollywood Puppet Show (1 Folge)
- 2022: Umbau Deluxe – Lil Jon renoviert (Lil Jon Wants to Do What?) (Fernsehserie)

## Videospiele
- 2005: Tony Hawk's American Wasteland
- 2007: Def Jam Icon